# Сапир, Иосиф Беркович
Иосиф Беркович (Борисович) Сапир (31 марта 1869, Кишинёв, Бессарабская область — 1935, Иерусалим) — еврейский общественный деятель, сионист, литератор, доктор медицины.

## Биография
Иосиф (Иосл Беркович) Сапир родился 31 марта (по старому стилю) 1869 года в Кишинёве, в семье Бера и Этли Сапир. Был одним из первых членов национального кружка «Кадима» в Вене, где окончил медицинский факультет Венского университета. Практиковал как врач в Одессе. Был сотрудником газеты «Гут-Моргн» (идиш), секретарём общества «Эзрас-Хойлим», возглавлял одесское отделение «Ционей Цион». Издавал в Одессе еженедельный журнал «Кадима» (орган сионистов Юга России, 1906) и газету «Еврейская мысль» (1906—1907) на русском языке, основал издательства «Ди копикэ-библиотек» (Библиотека-Копейка, идиш) и «Восход».
Делегат 4—12-го сионистских конгрессов, на седьмом конгрессе был избран членом Исполнительного совета. Арестован в 1916 году за участие в сионистской конференции. В 1917 году возглавлял одесское отделение фонда «Керен Каемет» и Объединение сионистских организаций Юга России, в годы Гражданской войны был одним из руководителей Комитета по оказанию помощи жертвам погромов. В 1920—1925 годах жил в Кишинёве, затем эмигрировал в Палестину, заведовал отделением больницы «Бикур Холим» в Иерусалиме, занимался скульптурой, живописью и публицистической деятельностью.
Опубликовал ряд публицистических книг и брошюр на идише и русском языке. Среди наиболее известных — очерк «Сионизм: научно-популярное изложение сущности и истории сионистического движения» (Вильна, 1903), изданный также на иврите, идише, немецком языках; «История сионизма» (до и после палестинофильства, на идише, первый том — 1909, второй том — 1923), «История Палестины». После переезда в Палестину публиковался на иврите.
Дочь — Рахиль (в замужестве Вильчик, 1901—1950), врач акушер и гинеколог; сын — Борис (Барух, 1909—1976), архитектор. Внучка — Илана Гур, основательница музея искусств Иланы Гур в Яффе; внук — кардиохирург Дани Гур.

## Публикации
- Сапир И. Б. Сионизм. Научно-популярное изложение сущности и истории сионистического движения. 3-е изд. Вильна: Тип. И. И. Пирожникова, 1903.
- Сапир И. Б. Итоги VIII сионистского конгресса в Гааге: Доклад. Одесса, 1907.